# Philodemus van Gadara
Philodemus van Gadara (Oudgrieks: Φιλόδημος ὁ Γαδαρεύς) was een epicuristisch filosoof en dichter. Hij werd rond 110 v.Chr. geboren in Gadara en stierf tussen 40 en 35 v.Chr. in Herculaneum. Hij studeerde bij Zeno van Sidon in Athene, vooraleer hij naar Rome ging. Eerst waren zijn geschriften alleen bekend uit de Anthologia Graeca, maar sinds de 18e eeuw zijn er veel geschriften van hem teruggevonden op papyrusrollen in de Villa Papiri in Herculaneum. Zijn werk behandelt onder andere ethiek, theologie, retorica, muziek, poëzie en de geschiedenis van veel filosofische scholen.

## Leven
Na zijn geboorte in 110 v.Chr. in Gadara, een stad in het huidige Jordanië, studeerde hij bij Zeno van Sidon, het hoofd van de epicuristische school in Athene. In 80 v.Chr. vestigde hij zich in Rome. Hij bleef zijn leven lang trouw aan de ideeën van het epicurisme maar was toch een vernieuwer, zeker in het gebied van de esthetica. Hij was bevriend met Lucius Calpurnius Piso Caesoninus. Hij stierf in Herculaneum, in de buurt van Pompeii waar ook veel geschriften zijn teruggevonden.

## Werk
Zijn werk is lange tijd verloren geweest, op 34 epigrammen na die ons nagebleven zijn in de Anthologia Graeca. Pas vanaf de 18e eeuw werd zijn werk herontdekt in de Villa Papiri in Herculaneum. Deze bibliotheek is tijdens de uitbarsting van de Vesuvius in 79 volledig bedolven onder as. Door speciale apparatuur is men vandaag de dag in staat om deze verkoolde papyrus toch terug leesbaar te maken. Zo heeft men heel wat afwisselende geschriften van zijn hand teruggevonden.

### Historische geschriften
- Index Stoicorum (PHerc. 1018)
- Index Academicorum (PHerc. 164, 1021)
- Over het stoïcisme (PHerc. 155, 339)
- Over Epicurus (PHerc. 1232, 1289)
- Werken over de werken van Epicurus en anderen (PHerc. 1418, 310)
- Naar vrienden van de school (PHerc. 1005)

### Wetenschappelijke geschriften
- Over verschijnselen en gevolgtrekkingen (PHerc. 1065)

### Theologische geschriften
- Over vroomheid (PHerc. 1428)
- Over de goden (PHerc. 26)
- Over de levenswijze van de goden (PHerc. 152, 157)

### Ethische geschriften
- Over ondeugden en kwaliteiten, boek 7 (PHerc. 222, 223, 1082, 1089, 1457, 1675)
- Over ondeugden en kwaliteiten, boek 9 (PHerc. 1424)
- Over ondeugden en kwaliteiten, boek 10 (PHerc. 1008)
- Vergelijkende ethiek (PHerc. 1251)
- Over de dood (PHerc. 1050)
- Over openhartige kritiek (PHerc. 1471)
- Over woede (PHerc. 182)

### Overige geschriften
- Over retoriek (verschillende papyri)
- Over muziek (PHerc. 1497)
- Over gedichten (veel verschillende papyri)
- Over de goede koning volgens Homerus (PHerc. 1507)

## Nederlandse vertalingen
- Twee proefschriften zetten Philodemus over in het Nederlands: Taco Kuiper vertaalde Philodemus over den Dood (1925) en Dirk Andree van Krevelen De muziek (1939).
- Filodemos van Gadara, Eros bij de Vesuvius. Epigrammen, vert. Patrick Lateur, 2020. ISBN 9789492339478

## Uitgave
De testimonia van Philodemus zijn verzameld door Sider:
- David Sider, The Epigrams of Philodemos. Introduction, Text and Commentary, 1997. ISBN 0195099826

- Bibsys: 90342066
- Biblioteca Nacional de España: XX1065710
- Bibliothèque nationale de France: cb119300385 (data)
- Catàleg d'autoritats de noms i títols de Catalunya: 981058512688906706
- CiNii: DA03604297
- Gemeinsame Normdatei: 11859401X
- International Standard Name Identifier: 0000 0003 9196 1028
- Library of Congress Control Number: n84007239
- Nationale Bibliotheek van Tsjechië: jx20050128004
- Nationale bibliotheek van Australië: 35734300
- Nationale Bibliotheek van Israël: 987007266687705171
- Nationale en Universitaire bibliotheek Zagreb: 000670540
- Nederlandse Thesaurus van Auteursnamen: 335876145
- Réseau des bibliothèques de Suisse occidentale: 02-A000130249
- Istituto Centrale per il Catalogo Unico: CFIV091627
- LIBRIS: 83767
- SNAC: w6230h7t
- Système universitaire de documentation: 027208362
- Trove: 1063216
- Union List of Artist Names: 500056228
- Virtual International Authority File: 268806125
- WorldCat: E39PCjrffXVG9jcR9vv9FhRrpX